# Ulrike Maier
Pour les articles homonymes, voir Maier.
Ulrike Maier, née le 22 octobre 1967 à Rauris (Autriche) et morte le 29 janvier 1994 à Murnau am Staffelsee après une compétition de ski à Garmisch-Partenkirchen (Allemagne), est une skieuse alpine autrichienne. Deux fois championne du monde de super G, elle remporte cinq épreuves de coupe du monde, deux en super G et trois en géant.

## Mort
Elle meurt le 29 janvier 1994, lors de la descente de de Garmisch-Partenkirchen lors de l'édition 1993-1994. Perdant le contrôle de son ski droit à 120 km/h, elle chute et heurte violemment une cellule chronométrique avec la tête.

## Palmarès

### Jeux olympiques
| Épreuve / Édition | Calgary 1988 | Albertville 1992 |
| Super-G           | -            | 5e               |
| Géant             | 6e           | 4e               |
| Slalom            | 10e          | -                |

### Championnats du monde
| Épreuve / Édition | Vail 1989 | Saalbach 1991 | Morioka 1993 |
| Super G           | Or        | Or            | 14e          |
| Géant             | 8e        | Argent        | 15e          |
| Combiné           | 6e        | -             | -            |

### Coupe du monde
- Meilleur résultat au classement général : 5e en 1993
  - 5 victoires : 2 super-G et 3 géants
  - 20 podiums

#### Différents classements en Coupe du monde
| Année/Classement | Année/Classement | Général | Général | Descente | Descente | Slalom | Slalom | Géant  | Géant  | Super-G | Super-G | Combiné | Combiné |
| ---------------- | ---------------- | ------- | ------- | -------- | -------- | ------ | ------ | ------ | ------ | ------- | ------- | ------- | ------- |
| Année/Classement | Année/Classement | Class.  | Points  | Class.   | Points   | Class. | Points | Class. | Points | Class.  | Points  | Class.  | Points  |
| 1985             | 1985             | 62e     | 10      | -        | -        | 29e    | 8      | -      | -      | -       | -       | 30e     | 2       |
| 1986             | 1986             | 77e     | 4       | -        | -        | 33e    | 4      | -      | -      | -       | -       | -       | -       |
| 1987             | 1987             | 35e     | 28      | -        | -        | 19e    | 23     | 32e    | 5      | -       | -       | -       | -       |
| 1988             | 1988             | 8e      | 132     | -        | -        | 10e    | 49     | 9e     | 39     | 6e      | 34      | 10e     | 10      |
| 1989             | 1989             | 7e      | 150     | -        | -        | 13e    | 26     | 4e     | 60     | 4e      | 33      | 2e      | 31      |
| 1991             | 1991             | 30e     | 50      | -        | -        | -      | -      | 9e     | 42     | 26e     | 8       | -       | -       |
| 1992             | 1992             | 13e     | 561     | 36e      | 25       | 33e    | 47     | 6e     | 256    | 4e      | 233     | -       | -       |
| 1993             | 1993             | 5e      | 696     | 45e      | 14       | 32e    | 45     | 4e     | 252    | 2e      | 356     | 14e     | 29      |
| 1994             | 1994             | 7e      | 711     | 46e      | 22       | 33e    | 52     | 4e     | 432    | 7e      | 160     | 11e     | 45      |

#### Détails des victoires
| Épreuve / Édition | Super-G                | Géant                     | Total |
| 1993              | Vail Cortina d'Ampezzo | Park City                 | 3     |
| 1994              | -                      | Santa Caterina II Maribor | 2     |
| Total             | 2                      | 3                         | 5     |

## Arlberg-Kandahar
- Meilleur résultat : 5e place dans le combiné 1993-1994 à Sankt Anton